# Trail Creek (Indiana)
Trail Creek – miasto w Stanach Zjednoczonych, w stanie Indiana, w hrabstwie LaPorte.